# MUSIC PLANET
Music Planet（ミュージックプラネット）は、株式会社アプラが運営する、歌手活動をバックアップするボーカリストコミュニティのこと。略称はMP。

## 概要
2017年よりスタート。参加者にはメジャー・デビューしている山下優太郎や.BPMメンバーの高任芹那、SUMMER SONIC出演者のcanahoがいる。
参加すると、音楽プロデューサーとの1対1の楽曲打合せが行われる。参画プロデューサーは、岡村洋佑・K-Muto・松下典由・葉山たけし・ヒダカトオル・安田貴広・小田真・古井弘人がいる。
その他、オリジナル楽曲制作・複数回のボイストレーニング・レコーディング・アーティスト写真の制作・その後の活動に必要な環境の支援などを提供している。
審査に応募すると事務局からの電話により、審査への案内がある。その後、審査が2回ほどあり無事合格となると、プロジェクト参加が可能となる。
2020年11月より、業界で初めて顔出しNGボーカリストオーディションを開催し、顔出しせずに活動する覆面系アーティストを目指す人へのサポートも開始した。2023年6月には、この顔出しNGボーカリストオーディションがABEMA Primeに取り上げられる
2023年8月1日にサイト及びロゴをリニューアル、「MUSIC PLANET」から「Music Planet」表記に変更。

## コラボ企画
2020年5月、音楽サービスアプリ「nana」とコラボ。「ボーカルグランプリ2020春」を開催し、グランプリの方にオリジナル楽曲制作などを提供。
2020年12月、採点カラオケアプリ「Pokekara」とコラボ。オーディション「Pokeroomオーディション2020 ずっと欲しかった私のオリジナル楽曲2020」を開催し、優勝・準優勝・3位の方にオリジナル楽曲制作の特典を提供。延べ1万人がオーディションに参加した。
2022年11月、アバター配信ができる配信プラットフォーム「Mirrativ（ミラティブ）」とコラボ。「エモカラ配信者グランプリ 2022.11」のチャンピオンに、オリジナルソング制作を提供。
2024年3月 サッカークラブチーム「ザスパ群馬」のクラブマスコット「ザスパンダ」のキャラクターソングを制作。

## 運営しているライブハウス
アプラはミュージックプラネットに参加している人が使用できるライブハウスを渋谷にオープン。使用料無料、チケットノルマなし、チケット代金フルバックで使用できる。

## 出演

### ラジオ番組
- FM北海道「RADIO★PLANET Hokkaido」[11]
- FM愛知「RADIO★PLANET Aichi」
- FM大阪「RADIO★PLANET Osaka」[12]
- FM福岡「RADIO★PLANET Fukuoka」[13]
- TOKYO FM「RADIO★PLANET Tokyo」

### メディア出演・イベント出演
- 2018年9月 「宗像フェス」にミュージックプラネット出身アーティストが出演[14]
- 2019年
  - 3月 「FACo」FUKUOKA ASIA COLLECTIONに公式パートナーとして参加[15]
  - 6月 「日比谷音楽祭」の協賛企業MUSIC PLANET出身のアーティスト「Dannie May」が参加[16]。
- 2020年7月 小学館「@DIME」で紹介[17]
- 2023年
  - 6月 「ABEMA Prime」で紹介[18]
  - 7月 「LuckyFes」の協賛企業として出身アーティストが出演[19][20]
  - 7月 「Criacao Shinjuku」とがコラボ[21][22]
  - 9月 WILD BUNCH FEST.2023協賛企業として出身アーティストが総勢約60名出演[23]
  - 10月 「Criacao Shinjuku」主催イベントに出演[24]
  - 11月　「音楽ナタリー」で紹介[25]
- 2024年
  - 5月 お台場にて開催された「LIFESTYLE with DOGS」の音楽ステージに出演[26]
  - 8月 2023年に引き続き2年連続出演。WILD BUNCH FEST.2024協賛企業として総勢約110名のアーティストが参加[27]。
  - 10月 ミュージックプラネットが主催している「顔出しNGライブ体験」が日本経済新聞社が発行しているマーケティング専門紙「日経MJ」で紹介[28]

### 主催ライブ
- 2024年
  - 1月　東京都千代田区　神田明神ホール[29]
  - 3月　福岡県福岡市　BEAT STATION[30]
  - 3月　北海道札幌市　SPiCE SAPPORO[30]
  - 4月　愛知県名古屋市　名古屋インターナショナルレジェンドホール[31]
  - 5月　大阪府大阪市　なんばHatch[32]
  - 7月　大阪府大阪市　BIGCAT[33]
  - 8月　東京都渋谷区　LIQUIDROOM[34]
  - 11月　東京都渋谷区　LIQUIDROOM[34]
- 2025年
  - 4月　愛知県名古屋市　ボトムライン[35]